# Кантагалу (Рио-де-Жанейро)
Кантагалу (порт. Cantagalo) — муниципалитет в Бразилии, входит в штат Рио-де-Жанейро. Составная часть мезорегиона Центр штата Рио-де-Жанейро. Входит в экономико-статистический микрорегион Кантагалу-Кордейру. Население составляет 20 876 человек на 2006 год. Занимает площадь 748,777 км². Плотность населения — 27,9 чел./км².

## История
Город основан 2 октября 1997 года.

## Статистика
- Валовой внутренний продукт на 2003 год составляет 383 378 928,00 реалов (данные: Бразильский институт географии и статистики).
- Валовой внутренний продукт на душу населения на 2003 год составляет 18 794,93 реалов (данные: Бразильский институт географии и статистики).
- Индекс развития человеческого потенциала на 2000 год составляет 0,779 (данные: Программа развития ООН).

## География
Климат местности: горный тропический. В соответствии с классификацией Кёппена, климат относится к категории Cwa.